# 奧卡諾根縣
奧卡諾根縣（發音： /ˌoʊkəˈnɒɡən/）是美国华盛顿州北部的一個郡，北鄰加拿大卑詩省。奧卡諾根縣的面積為5,315平方英里（13,770平方），是華盛頓州中面積最大的縣份，亦是全國面積第54大的縣份。根據2020年美國人口普查，奧卡諾根縣共有人口42,104人。奧卡諾根縣的縣治為奥卡諾根，而最大城市則為奥马克。奧卡諾根縣首個縣治為紅寶石，而此鎮早在100多年前已成為了一個鬼鎮。
奧卡諾根縣成立於1888年2月2日，它是獨立自史蒂文斯縣的。縣名在奧卡諾根語中有「約定」的意思。

## 地理
根據2000年人口普查，奧卡諾根縣的面積為5,315平方英里（13,770平方），其中有5,268平方英里（13,640平方），即99.11%為陸地；47平方英里（120平方），即0.89%為水域。奧卡諾根縣是華盛頓州中面積最大的縣份。

### 毗鄰縣

#### 美國毗鄰縣
- 华盛顿州 費里郡：東方
- 華盛頓州 林肯縣：東南方
- 華盛頓州 格蘭特縣：南方
- 華盛頓州 道格拉斯縣：南方
- 華盛頓州 奇蘭郡：西南方
- 華盛頓州 斯卡吉特郡：西方
- 華盛頓州 霍特科姆郡：西方

#### 加拿大毗鄰縣
- 卑詩省 庫特尼邊界區（英语：Regional District of Kootenay Boundary）
- 卑詩省 奧卡拿根-西米卡文邊界區（英语：Regional District of Okanagan-Similkameen）

### 國家保護區
- 太平洋西北步道（部份）
- 內茲佩爾塞國家歷史公園（英语：Nez Perce National Historical Park）（部份）
- 奥卡诺根-韦纳奇国家森林
- 帕塞頓荒野保護區（英语：Pasayten Wilderness）

## 人口
| 调查年                              | 人口   | 备注 | %±     |
| ----------------------------------- | ------ | ---- | ------ |
| 1890                                | 1,467  |      | —      |
| 1900                                | 4,689  |      | 219.6% |
| 1910                                | 12,887 |      | 174.8% |
| 1920                                | 17,094 |      | 32.6%  |
| 1930                                | 18,519 |      | 8.3%   |
| 1940                                | 24,546 |      | 32.5%  |
| 1950                                | 29,131 |      | 18.7%  |
| 1960                                | 25,520 |      | −12.4% |
| 1970                                | 25,867 |      | 1.4%   |
| 1980                                | 30,639 |      | 18.4%  |
| 1990                                | 33,350 |      | 8.8%   |
| 2000                                | 39,564 |      | 18.6%  |
| 2010                                | 41,120 |      | 3.9%   |
| 2011年估计                          | 41,411 |      | 0.7%   |
| U.S. Decennial Census 2011 estimate |        |      |        |

根據2000年人口普查，奧卡諾根縣擁有39,564居民、15,027住戶和10,579家庭。其人口密度為每平方英里8居民（每平方公里3居民）。奧卡諾根縣擁有19,085間房屋单位，其密度為每平方英里4間（每平方公里1間）。奧卡諾根縣的人口是由75.32%白人、0.28%非裔、11.47%原住民、0.44%亞裔、0.07%太平洋岛民、9.58%其他種族和2.84%混血构成。而西裔或拉美裔佔了人口14.38%。在75.32%白人中，有14.0%為德裔、9.5%為英裔、以及6.8%為愛爾蘭裔。
在15,027住户中，有33.20%擁有一個或以上的兒童（18歲以下）、54.40%為夫妻、11.00%為單親家庭、而有29.60%為非家庭。其中24.50%住户為獨居，9.70%為同居長者。平均每戶有2.58人，而平均每個家庭則有3.04人。在39,564居民中，有27.70%為18歲以下、7.30%為18至24歲、25.50%為25至44歲、25.50%為45至64歲以及14.00%為65歲以上。人口的年齡中位數為38歲，每100個女性就有99.20個男性。每100個成年女性（18歲以上）就有98.00個成年男性。
奧卡諾根縣的住戶收入中位數為$29,726，而家庭收入中位數則為$35,012。男性的收入中位數為$29,495，而女性的收入中位數則為$22,005。奧卡諾根縣的人均收入為$14,900。約16.00%家庭和21.30%人口在貧窮線以下。